# МПК (модернизированный плавательный костюм)
МПК — модернизированный плавательный костюм.
Модернизированный плавательный костюм МПК предназначен для разведки водной преграды переправы отдельных людей и выполнения различных работ на воде.

## Техническое описание
В комплект костюма входят:
- гидробрюки с наглухо прикрепленными к ним резиновыми калошами;
- пояс-поплавок;
- 2 весла.

Из нескольких поплавков костюма могут устраиваться плотики для переправы снаряжения, вооружения и людей.